# 賈知時
賈知時（1897年—？），字志儒，浙江孝豐（今屬安吉縣）人。

## 生平
賈知時出生於清光緒二十三年正月初八（1897年2月9日）。
畢業於浙江省鐵道專門學校，後任小學教師、校長，中學校長。1948年當選爲第一屆國民大會孝豐縣代表，後前往臺灣。